# Tamales

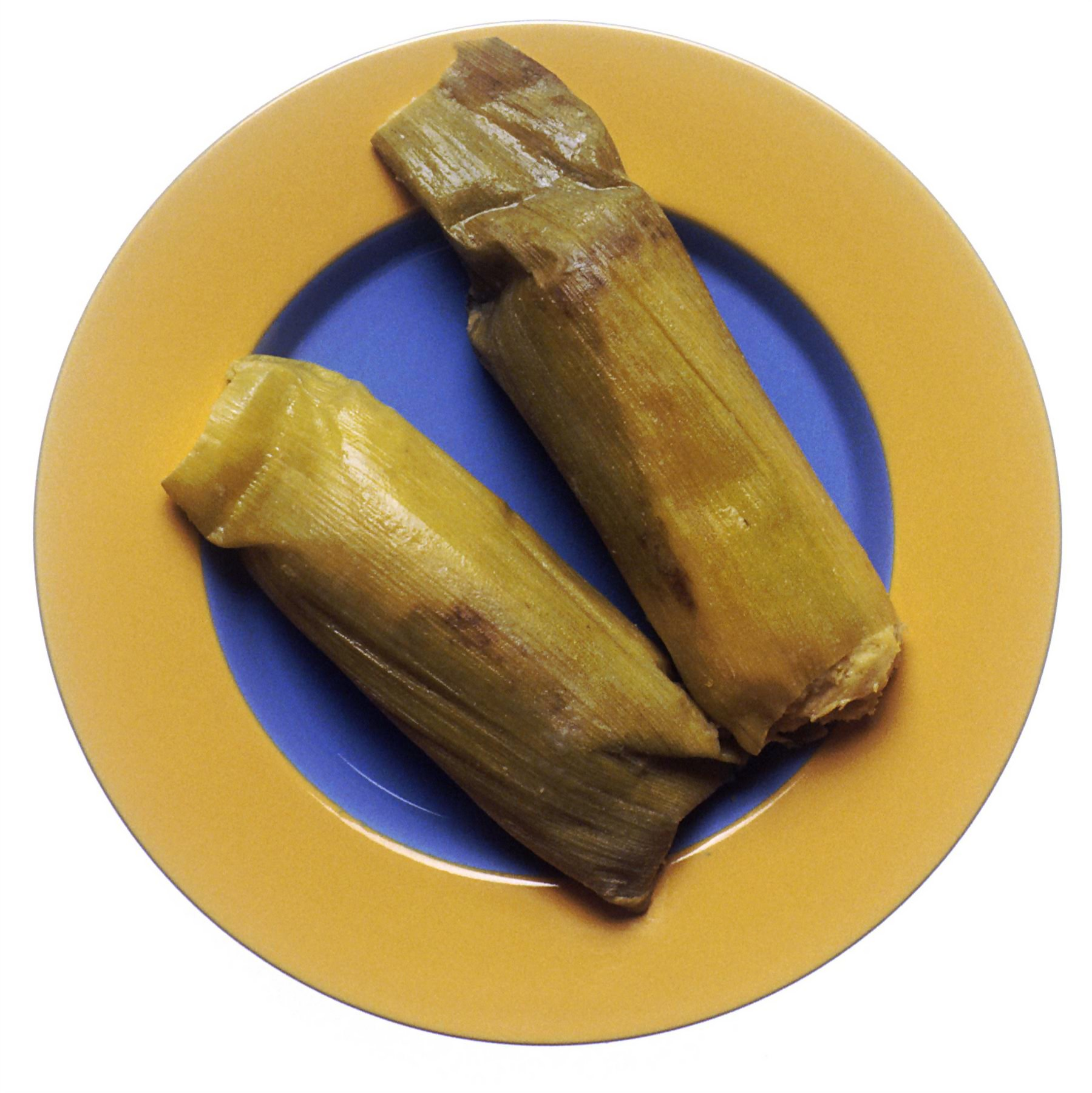
Tamales på tallrik.

Tamales är en latinamerikansk rätt bestående av majsdeg med fyllning av kött och chilisås eller mole inslaget i ett majskolvsblad. Ordet kommer från nahuatl-ordet tamalli som betyder "något som är insvept".
Det finns även söta tamales med fruktfyllning, normalt jordgubbar. Tamales som görs i södra Mexiko och söderut är normalt inslaget i bananblad. Degen är gjord på majsmjöl och späck och kan även innehålla färsk majs, som då kallas pictes. Paketet som görs av majsblad eller bananblad ångkokas och serveras i bladet som tallrik. Det är vanligt som festmåltid och som snabbmat.

## Olika namn
Rätten är förekommande i stora delar av Latinamerika under flera olika namn:
- I Mexico, El Salvador, Honduras, Peru, Spanien, Kuba och USA kallas den tamal. I USA förekommer även tamale.
- I Chile, Argentina, Bolivia och Ecuador kallas de humitas.
- I Venezuela heter de hallaca.
- I Colombia kallas de Tamal
- I Guatemala kallas de chuchitos.
- I Belize kallas de bollo.
- I Puerto Rico kallas de guanime
- I Brasilien kallas de pamonha